# Incendie de l'ambassade d'Autriche à Paris
L’incendie de l'ambassade d'Autriche à Paris est un sinistre meurtrier survenu le 1er juillet 1810 alors que s'y déroulait une importante soirée au nombre des festivités organisées par le prince de Schwarzenberg, ambassadeur d'Autriche en France, pour célébrer l'union de Napoléon Ier avec la jeune archiduchesse Marie-Louise.
Cet évènement marqua les esprits. Certains contemporains, comme Madame Mère, qui se rappelaient le grand désastre qui avait si fatalement inauguré le mariage de Louis XVI et de Marie-Antoinette prédirent une issue funeste à la nouvelle union que la France contractait avec la maison d'Autriche.
Le récit de cette nuit, où étaient présents le couple impérial et de nombreux membres de la noblesse européenne, fut rapporté avec minutie dans les Mémoires du général Lejeune et ceux de Constant, valet de Napoléon Ier.
À la suite de cette tragédie, l'empereur Napoléon Ier licencie le commandant des gardes pompes de Paris, et lance un programme de réorganisation qui aboutit à la création du bataillon des sapeurs-pompiers de Paris par décret le 18 septembre 1811.

## Déroulement

### Préparatifs des festivités
Une série de bals avait marqué les festivités du mariage de Napoléon et de Marie-Louise. Pour clore ces réjouissances, après le retour du couple impérial de son voyage de noces, Karl Philipp, prince de Schwarzenberg offrit un bal, le dimanche 1er juillet 1810, en leur honneur de l'auguste union à laquelle il avait puissamment contribué comme ambassadeur d'Autriche en France.

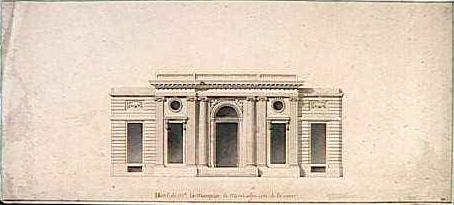
L'Hôtel de Montesson, du côté de la cour : situé à l'angle des rues Lafayette et de la Chaussée d'Antin (à l'emplacement de l'actuelle cité d'Antin), il avait été construit par Alexandre-Théodore Brongniart, vers 1770, pour Madame de Montesson, maîtresse du duc d'Orléans.

L'ambassade d'Autriche (anciennement hôtel de Montesson) était située rue du Mont-Blanc, aujourd'hui rue de la Chaussée-d'Antin, reliant le boulevard des Italiens à la rue Saint-Lazare (à l'angle de la rue Lafayette et de la Chaussée d'Antin).
La fête a été préparée avec soin : une salle provisoire est construite dans les jardins de l'ambassade d'Autriche, par l'architecte Bénard, et doit permettre la réception de plus de douze à quinze cents invités. La salle recouvrait le bassin, les parterres et les allées du jardin. Pour mieux protéger les convives d'une pluie éventuelle, les planches constituant le toit étaient recouvertes, en dessous de toile cirée et au-dessus de toile goudronnée pour les rendre imperméables à la pluie qui était annoncée. Et pour que tout soit prêt dans les délais, les peintures qui recouvrent les murs de la salle contiennent de l'alcool, ce qui leur permet de sécher plus rapidement. Tout est somptueux, mais… hautement inflammable.
La décoration était sophistiquée : les aigles des empires français et autrichiens se côtoient. Des rideaux de soie et de mousseline pendaient aux fenêtres. Sur les murs, on avait fixé des glaces de Saint-Gobain et des demi-lustres en appliques, des girandoles diffusant une clarté éblouissante. La lumière se répétait à l'infini. Des festons, des guirlandes de mousseline et de gaze, de fines étoffes couraient tout autour de la salle. Des fleurs artificielles étaient accrochées partout. L'éclairage est réalisé par un immense lustre dominant la salle de bal et soixante-treize autres lustres de bronze massif chargés chacun de quarante bougies étaient suspendus au plafond.
Une estrade avait été montée pour les souverains, au centre du côté droit de la salle et une petite sortie avait été aménagée tout près pour leur passage privé. Sur cette tribune, on avait placé des trônes en velours cramoisi. Pour les invités, des banquettes (de velours également) avaient été disposées le long des murs. Un parquet méticuleusement encaustiqué n'attendait plus que les pas glissants des danseurs.
L'ensemble était sis au milieu d'un fort beau jardin, dans lequel on avait imité plusieurs des sites où la jeune Impératrice avait passé son enfance. Tous les artistes-danseurs de l'Opéra, dans les costumes autrichiens de ces localités, représentaient des scènes de ses premières années. Cette attention délicate rendit la première partie de la fête délicieuse pour l'Impératrice, qui en fut touchée.
Quarante-huit heures avant l'événement, on eut l'idée d'en prévenir le chef du service des gardes-pompes, le colonel Ledoux. Ce dernier vint sur les lieux faire son inspection de sécurité. Après sa visite, il prit la décision de ne poster que deux sous-officiers, quatre garde-pompes et deux pompes à bras pour le soir du bal. Pour ne pas alerter, par une présence trop ostensible des moyens de « lutte incendie », d'un éventuel danger qui aurait pu inquiéter les personnalités présentes à ce bal, il les fit placer dans la cour de la résidence du comte Régnault de Saint-Jean d'Angély située presque en face. Pour prévenir tout accident extérieur, des sentinelles seraient placées aux alentours, et pour assurer la sécurité des invités, des commissaires de police et des officiers de paix se mêleraient à la foule des danseurs. Ses dispositions prises, le colonel Ledoux partit à la campagne pour le week-end, avec le sentiment du devoir accompli, sans toutefois en solliciter l'autorisation du préfet de la Seine comme il aurait dû le faire.
Avant l'arrivée des premiers convives, l'intendant du prince parcourut une dernière fois la salle du bal et par mesure de sécurité prit l'initiative de faire éteindre toutes les bougies qu'il jugeait trop proches des rideaux des fenêtres.

### Le bal, puis le drame
L'élite politique, militaire et diplomatique de Paris et de la province est conviée. On a lancé 1 500 invitations ; 2 000 ont répondu. Dès 20 heures, les invités emplissent la salle et les jardins. L'hôtel de l'ambassadeur est magnifiquement illuminé, tout est profusion de lumière, tout est luxe et élégance.
Les souverains arrivent au son des fanfares, vers 22 h 15. Ils saluent tous les invités dans la salle de bal, puis tout le monde descend dans le jardin pour assister à la fête champêtre. Danseurs de l'Opéra, chanteurs font des prouesses et les feux d'artifice sont brillants.
Une pièce du feu d'artifice a mis le feu dans un lambeau d'étoffe au coin extérieur de la galerie dans le jardin. Discrètement, l'architecte Pierre-Nicolas Bénard fait donc entrer les pompiers dans les jardins de l'ambassade. Discrètement, les gardes-pompes interviennent avec célérité et ce début d'incendie est éteint sans que personne s'aperçoive de rien.
À 23 h 30, la fête bat son plein. Marie-Louise se tient debout sur l'estrade du trône, bavardant avec son entourage. L'Empereur est heureux et parcourt la salle de bal, parlant avec chacun. Le bal était en grande activité, et l'on dansait une « écossaise », quoique la chaleur fût étouffante. L'Impératrice, Caroline Bonaparte, reine consort de Naples, Catherine de Wurtemberg, reine de Westphalie, la princesse Borghèse, la princesse de Schwartzenberg, belle-sœur de l'ambassadeur, ses filles et cent autres dames, étaient très occupées de figurer à cette danse animée, lorsqu'une bougie d'un des lustres près de la porte du jardin vint à couler et mit le feu à la draperie.
Le comte Dumanoir,, chambellan de l'Empereur, se précipite et monte sur une banquette pour arracher la draperie, mais le feu a déjà gagné la gaze ornant le plafond et, désormais, il court le long de la galerie. MM. de Trobriand et Boniface de Castellane l'aident de leur mieux. M. le colonel de Tropbriant s'élança d'un bond pour l'arracher. Ce mouvement brusque de la draperie étendit la flamme, et en moins de trois secondes, dans cette salle peinte à l'alcool pour la faire sécher plus promptement, et fort échauffée par le soleil de juillet, mais bien plus encore par la quantité considérable de bougies, la flamme s'étendit d'un bout à l'autre du plafond avec la rapidité de l'éclair et le bruit d'un roulement de tonnerre. Tous les assistants furent à l'instant même sous une voûte de feu.
Au plus fort du tumulte et de l'épouvante, Marie Louise, conservant un calme remarquable, vint s'asseoir sur son trône, et Napoléon, s'étant élancé, la saisit dans ses bras (lui dit : « […] Sortons, le feu est ici […] ») et l'emporta à travers les flammes. L'Empereur revint ensuite travailler à éteindre l'incendie : mais tous les secours furent inutiles. Dès qu'il eut jugé l'impossibilité de l'éteindre, il prit avec calme la main de l'Impératrice et la conduisit hors du jardin. Constant nous apprend que « Les reines de Hollande, de Naples, de Westphalie, la princesse Borghèse, etc., suivirent Leurs Majestés. La vice-reine d'Italie, qui était grosse de plusieurs mois, était restée dans la salle, sur l'estrade où s'était placée la famille impériale. Le vice-roi, craignant autant pour sa femme la presse que l'incendie, la sauva par une petite porte que l'on avait ménagée sur l'estrade pour apporter des rafraîchissements à Leurs Majestés. On n'avait point songé à cette issue avant le prince Eugène ; quelques personnes en profitèrent pour sortir avec lui. Sa majesté la reine de Westphalie, parvenue sur la terrasse, ne se crut point encore en sûreté, et, dans son effroi, elle s'élança dans la rue Taitbout, où elle fut relevée par un passant. » Chacun imita son sang-froid, et personne ne jeta un cri ; plusieurs danseurs même ne savaient encore à quoi attribuer l'augmentation de lumière et de chaleur, et chacun d'abord se dirigeait, sans courir, vers l'issue du jardin, croyant avoir le temps d'éviter le danger. L'ambassadeur et tous les officiers de la légation d'Autriche quittent également l'ambassade.
Cependant, en quelques secondes, la chaleur devint insupportable ; on pressa le pas et l'on marcha sur les robes, ce qui occasionna un encombrement de personnes renversées sur les marches du jardin. Des lambeaux enflammés, tombés en même temps du plafond, brûlaient les épaules et la coiffure des dames ; les hommes, même les plus forts, étaient entraînés dans la chute, et leurs vêtements prenaient feu. Le mouvement de foule provoque de nombreuses chutes et chacun tente de s'extraire de la fournaise, sans galanterie aucune. Les femmes s'effondrent, les hommes trébuchent ou accrochent leurs épées dans les robes. Deux des trois issues sont la proie des flammes et la seule voie de secours vers le jardin, se transforme en goulot d'étranglement.
La foule, qui se pressait et s'étouffait elle-même par ses propres efforts, contribuait à l'horreur de cette scène ; le parquet de la salle ne put résister aux secousses, il s'entrouvrit, et de nombreuses victimes furent écrasées ou dévorées par le feu. Les femmes aux épaules et aux nuques dénudées sont plus vulnérables que les hommes. Chevelures et toilettes prennent feu. Dans la bousculade, des hommes et des femmes sont piétinés. L'Empereur, en chef de guerre, dirige les secours, son habit est sali et ses chaussures brûlées par les braises qui jonchent le sol.
Lejeune se souvient que « cette réunion de personnes embrasées était affreuse à voir. J'avais pu sortir facilement des premiers, en dirigeant la comtesse von Sandizell (de) et Mme de Mathis, qui n'eurent aucun accident, et je revins à la porte du salon pour arracher des victimes au fléau qui les dévorait. Une des premières que je pus entraîner fut le malheureux prince Kourakin, ambassadeur de Russie, qui était dans un état horrible : une de ses mains dépouillée et ensanglantée s'appuya sur ma poitrine et y laissa toute son empreinte. Sous son corps gisaient plusieurs dames à demi-brûlées ; on les arrachait avec peine, du milieu des flammes, où les épées des hommes accrochaient les vêtements et gênaient la délivrance. De toute part, des cris déchirants de douleur et de désespoir étaient jetés par des mères appelant leurs filles, des maris leurs femmes. Le jardin, éclairé comme en plein jour, fut à l'instant même rempli de personnes se cherchant à grands cris, et fuyant le brasier pour éteindre leurs vêtements. Deux mères, la princesse de Schwartzenberg et la princesse von der Leyen, poussées par l'héroïsme de la tendresse maternelle, ne trouvant pas leurs filles dans le jardin, se précipitèrent sous les flammes pour les chercher dans le salon embrasé ; la voûte s'écroula sur elles, et la princesse de Leyen, seule, put en sortir pour mourir une heure après. »
Le sinistre est maîtrisé vers quatre heures du matin.

### Les secours
Postés à l'extérieur, les gardes pompiers tentent d'accéder à la salle mais ne peuvent remonter le flot des convives paniqués qui descendent. Les sauveteurs se montrèrent peu efficaces. Napoléon, qui faillit être victime de ce sinistre, constate l'absence d'organisation des gardes pompes et surtout l'absence totale de commandement et de coordination. Rassembler ces pompiers, peu assidus et sans entraînement, nécessite deux à trois heures avant qu'ils soient opérationnels sur les incendies.
Un arrêté consulaire de 1801 avait déjà remanié le corps des pompiers de Paris dont la création datait donc de Louis XV. Ces 293 « gardes-pompiers » devaient être choisis, non plus parmi des volontaires, mais parmi ceux qui exerçaient un métier pouvant les rendre aptes à ce service, comme des menuisiers. Répartis en trois compagnies, ils étaient casernés. Ce remaniement n'avait pas été suivi d'effet, et le Premier Consul n'avait pas veillé à la bonne exécution de ses ordres. Le préfet Dubois l'exprime en disant que « l'ancien système qui a existé jusqu'au 17 messidor an IX était préférable à l'organisation actuelle ». Est-ce cette remise en cause de la réorganisation impériale qui lui a coûté sa place ou le fait qu'il n'ait rien fait pour remédier à cet état de choses ?
L'enquête établit que « le corps n'étant pas militaire, les ordres ne furent exécutés que très imparfaitement ». L'instruction, menée sous la responsabilité de Montalivet, ministre de l'Intérieur, déchargea les six pompiers présents sur les lieux. Le commissaire Alletz dans son rapport du 2 juillet affirma avoir vu les secours en pleine activité pour les pompes, les porteurs d'eau à tonneaux, les travailleurs et la troupe. Cependant les conclusions de cette enquête firent ressortir que l'organisation du corps des gardes-pompes faisait l'objet de constatations consternantes : disciplines quasi absentes, peu d'entraînement, personnels non motivés, encadrement d'une rare médiocrité.
Les enquêteurs démontrèrent en revanche que les pompiers n'étaient pas ivres au moment des faits, comme l'Empereur l'avait d'abord supposé, et qu'à aucun moment ils n'avaient abandonné leur poste. Bien mieux, après le premier incendie, qu'ils avaient parfaitement maîtrisé, trois d'entre eux, d'initiative, restèrent postés dans le jardin, avec une pompe, des éponges et des seaux. Pourtant, ils ne sauront pas intervenir à temps ni anticiper le drame et, au moment de leur réaction, la seule issue praticable leur était fermée par le flot des fuyards éperdus. Les trois autres étaient trop loin pour intervenir. L'accusation d'ivresse perdurera, malgré l'enquête qui les disculpe.

### Fin de la nuit et jours suivants
L'Empereur accompagna l'Impératrice dans sa voiture (ou jusqu'à l'entrée des Champs-Élysées selon les témoignages). Là, il revint en toute hâte au lieu de l'incendie donner ses soins aux victimes du désastre, et il y resta jusqu'au jour, continuellement occupé à diriger les secours. Il ne rentra au château de Saint-Cloud que sur les quatre heures du matin. « Depuis l'arrivée de l'impératrice, nous [Constant] étions dans des transes affreuses ; il n'était pas une âme au château qui ne fût en proie à l'inquiétude la plus vive au sujet de l'Empereur. Enfin il arriva sans accident, mais très-fatigué, les habits en désordre et le visage échauffé de l'incendie ; ses souliers et ses bas étaient noircis et brûlés par le feu. Il se rendit d'abord tout droit chez l'impératrice, pour s'assurer si elle était bien remise de la frayeur qu'elle avait éprouvée ; ensuite il rentra dans sa chambre, et, jetant son chapeau sur son lit, se laissa tomber dans un fauteuil en s'écriant : »

« Mon Dieu, quelle fête ! »

« Je remarquai que les mains de l'empereur étaient toutes charbonnées ; il avait perdu ses gants au feu. Sa Majesté était d'une tristesse profonde. Pendant que je la déshabillais, elle me demanda si j'avais été à la fête du prince : je répondis que non ; alors elle daigna me donner quelques détails sur le déplorable événement. L'empereur parlait avec une émotion que je ne lui ai vue que deux ou trois fois en sa vie, et qu'il n'éprouva pas pour ses propres infortunes. »

« L'incendie de cette nuit, dit Sa Majesté, a dévoré une femme héroïque. La belle-sœur du prince de Schwartzenberg, entendant sortir de la salle embrasée des cris qu'elle a crus poussés par sa fille aînée, s'est jetée au milieu des flammes. Le plancher, déjà réduit en charbon, s'est enfoncé sous ses pieds ; elle a disparu. La pauvre mère s'était trompée ! tous ses enfants étaient hors de danger. On a fait des efforts inouïs pour la retirer des flammes : mais on ne l'a eue que morte, et tous les secours de la médecine ont été vainement prodigués pour la rappeler à la vie. La malheureuse princesse était grosse et très-avancée dans sa grossesse ; j'ai moi-même conseillé au prince d'essayer de sauver au moins l'enfant. On l'a retiré vivant du cadavre de sa mère ; mais il n'a vécu que quelques minutes. »

Napoléon conserva le souvenir du drame de l'ambassade. Deux ans après, pendant la campagne de Russie, il apprit un jour que l'armée commandée par le prince de Schwartzenberg avait été détruite et que le prince lui-même avait péri : la nouvelle était fausse, mais Napoléon s'exclama : « c'était donc bien un mauvais présage ! ».
Vers le matin, l'empereur envoya des pages chez toutes les personnes qui avaient souffert de la catastrophe, pour les complimenter de sa part et demander de leurs nouvelles. On rapporta à Sa Majesté de tristes réponses.
La presse se montra discrète : jamais sans doute ne saura-t-on le nombre réel des victimes. L'événement fut minimisé et la censure empêcha d'évaluer le nombre des blessés et des morts. Le Moniteur universel du 4 juillet ne put passer sous silence la mort de la princesse, car sa qualité et ses funérailles avaient bien sûr retenu l'attention du public. La version officielle ne reconnaîtra qu'une seule mort survenue au cours de ce terrible accident : c'était peu crédible. La Gazette et le Journal de l'Empire furent tout aussi discrets, à peine mentionna-t-on une bousculade au cours d'un événement mondain, où l'on déplora pudiquement la « disparition » de la princesse Pauline de Schwarzenberg, tout en précisant aussitôt que « personne n'a péri », mais que l'on craint tout de même « pour les jours de trois femmes de la noblesse ». Les contradictions sont flagrantes. Si l'on déplore des victimes, il est sous-entendu que c'est parce qu'elles ont mal réagi. Napoléon Ier a ainsi réussi, grâce au contrôle de la presse, à cacher cette tragédie.
« La désolation fut grande dans Paris lorsqu'on apprit cet événement ; et tous nos vieux officiers, qui avaient été désolés du mariage de l'Empereur avec la fille du plus constant ennemi de la France, ne manquèrent pas de comparer ce triste présage pour l'avenir, à la terrible soirée du mariage de Louis XVI, où trois mille personnes furent écrasées ou blessées sur la place Louis XV. »

## Victimes
Pauline d'Arenberg, princesse de Schwartzenberg, périt victime de l'amour maternel. Perdue pour tout le monde dans cet affreux moment, elle ne fut retrouvée et reconnue qu'à ses diamants dans les cendres de l'incendie ; son corps était si défiguré qu'on ne put la reconnaître qu'à ses parures. Son diadème s'était fondu par la chaleur et sa monture d'argent, en fondant, avait laissé sa trace en creux sur le crâne. Elle avait trente-six ans et était mère de huit enfants, enceinte du neuvième.
Plusieurs dames moururent dans la même nuit, et d'autres longtemps après, dans des souffrances affreuses. Madame la princesse de la Leyen, nièce du prince primat, avait succombé à ses blessures. On désespérait des jours du général Touzart, de sa femme et de sa fille, qui moururent en effet dans la journée. Les hommes, un peu mieux garantis par leurs vêtements, eurent un peu moins à souffrir. Antonietta Calafati, fille d'Angelo Calafati, syndic de Capo d'Istria (Koper) ainsi que la mère d'Angelo y moururent le jour-même. Antonietta venait tout juste de se fiancer à Bartolomeo Cadamuro-Morgante.
Au nombre des personnes qui en réchappèrent, après de longues souffrances, se trouvèrent le prince Kourakin et madame Durosnel, femme du général de ce nom. Le prince Kourakine (l'un des plus maltraités), toujours remarquable par l'éclat autant que par le goût singulier de sa toilette, s'était paré pour le bal, d'un habit d'étoffe d'or ; ce fut ce qui le sauva. Les flammèches et les brandons glissèrent sur son habit et sur les décorations dont il était couvert, comme sur une cuirasse. Cependant le prince garda le lit pendant plusieurs mois. Dans le tumulte causé par l'incendie, il était tombé sur le dos, avait été longtemps foulé aux pieds et meurtri, et n'avait dû son salut qu'à la présence d'esprit et à la force d'un musicien qui l'avait relevé et porté hors de la foule.
Le général Durosnel, dont la femme s'était évanouie dans la salle du bal, s'élança au milieu des flammes et reparut aussitôt, ayant dans ses bras son précieux fardeau ; il porta ainsi madame Durosnel jusque dans une maison du boulevard, où il la déposa pour aller chercher une voiture dans laquelle il la fit transporter à son hôtel. Madame la comtesse Durosnel avait été cruellement brûlée, elle en resta plus de deux ans malade. Dans le trajet que fit le général, de l'hôtel de l'ambassadeur au boulevard, il vit à la lueur de l'incendie un voleur qui enlevait le peigne de sa femme évanouie dans ses bras. Ce peigne était enrichi de diamants et d'un très grand prix.
« Au nombre des victimes, nous raconte Lejeune, se trouva une dame, que mon ami, M. le colonel Bontemps, et moi, parvînmes à arracher à l'incendie sur l'escalier du jardin. Tout son corps était une plaie déchirante à voir ; elle en supportait la douleur avec un courage extraordinaire, mais ne pouvait être ni emportée dans les bras, ni placée dans une voiture. Nous la soutînmes de droite et de gauche sous les aisselles, la seule place qui ne fût pas entamée par le feu, et nous parvînmes ainsi jusqu'à sa demeure, rue Royale, ayant fait bien difficilement un assez long trajet. L'un de ses gens courut chercher un médecin ; et, en attendant son arrivée, très incertaine à cette heure avancée de la nuit, mon ami eut l'heureuse idée de se faire donner de l'huile d'olive, un blanc d'œuf et de l'eau fraîche ; de faire battre le tout ensemble, de tremper des compresses dans ce liniment, et d'en imbiber et couvrir les brûlures. Lorsque le docteur arriva, longtemps après notre départ, il assura qu'il n'aurait pas pu mieux faire. Ce traitement fut continué, et, en effet, au bout de six semaines, cette dame était parfaitement rétablie ; elle se trouvait être l'épouse, nouvellement mariée, d'un de nos meilleurs amis, M. [Louis] Prévost, chef de division au ministère de la Guerre. »
Aujourd'hui, le voile posé sur le drame de l'ambassade d'Autriche peine encore à se lever. De nombreux documents reprennent la version officielle ne faisant état que de la mort de Pauline de Schwartzenberg. Le bilan de la catastrophe est une énigme. Dans une lettre à son père, Marie-Louise parle de vingt morts et d'une soixantaine de blessés. Léonce Grasilier note qu'on dénombra au moins quatre-vingt-dix convois funèbres qui quittèrent l'ambassade les jours suivants.

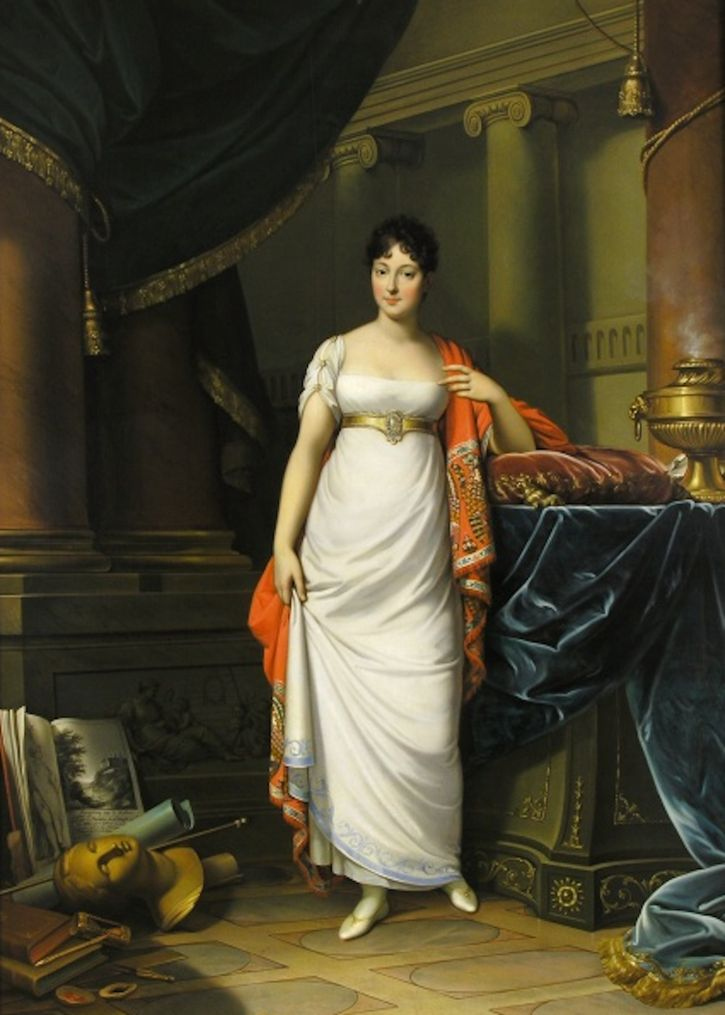
Pauline d'Arenberg (1774–1810).
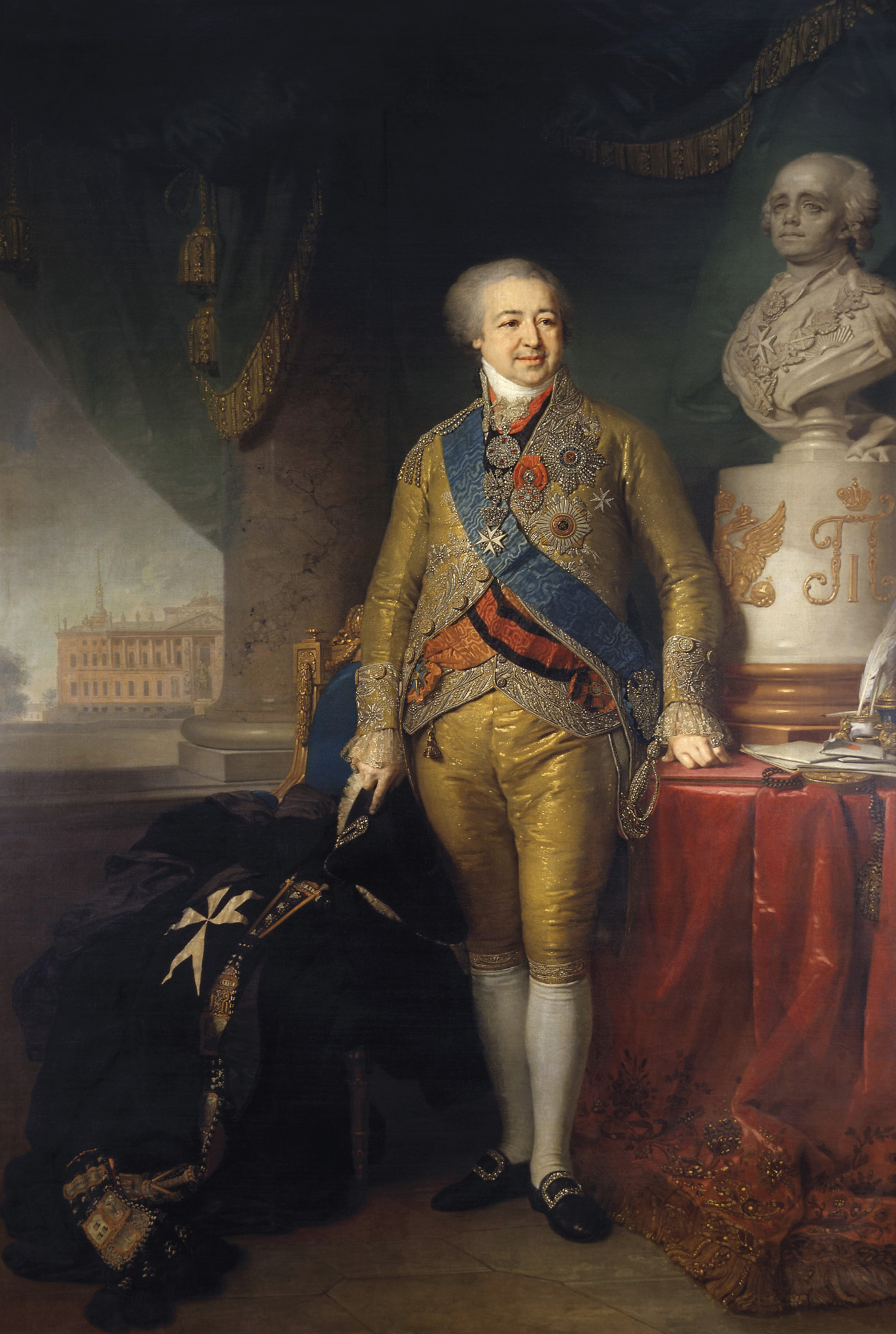
Alexandre B., prince Kourakine (Vladimir Borovikovski, 1802).

## Conséquences
L'architecte Pierre-Nicolas Bénard, à qui on reproche de ne pas avoir attiré l'attention sur la fragilité de sa salle de bal mobile au vu du nombre des invités, et qu'on soupçonne d'avoir construit un édifice trop fragile et d'avoir volontairement relégué les gardes pompiers – pour ne pas effrayer les convives – dans l'hôtel du comte Régnault de Saint-Jean d'Angély, voisin de l'ambassade, sera incarcéré à la prison Sainte-Pélagie. Relaxé, mais de réputation perdue, il sera privé d'emploi.
En 1918, l'historien Léonce Grasilier révèle la censure imposée par l'Empereur. « Il est de ces choses qu'il faut, de par leur énormité, cacher et presque vouloir ignorer soi-même. C'est de bonne politique et de bonne administration. Le peuple ne doit voir que la majesté et la gloire rayonnante du trône... » Ce sont les raisons d'une telle censure qu'il faut souligner ici. La crainte de ternir les relations avec l'Autriche, ennemie de toujours, dont Napoléon Ier a réussi à se faire l'allié par ce mariage arrangé avec Marie-Louise, est au premier chef de ses préoccupations. Superstitieux, Napoléon craint, en outre, que cette catastrophe puisse rappeler celle du 30 mai 1770 qui avait endeuillé le mariage de Louis XVI avec une autre Autrichienne, Marie-Antoinette, lors du feu d'artifice donné en l'honneur des époux royaux, une explosion avait causé la mort de 132 personnes et blessé 43 autres. Enfin, l'Empereur qui est à l'origine de la réorganisation du corps des gardes pompiers parisiens en 1801, ne tient pas particulièrement à faire la publicité de cet échec. De fait, rien ne met les pompiers en cause officiellement. La presse a sobrement annoncé qu'« au reste, cet événement est d'autant plus malheureux que tout secours devenait inutile, et tout était consumé avant que les pompiers aient pu agir ».
Le colonel Ledoux, commandant en chef des gardes pompiers, s'est absenté de Paris sans l'autorisation du préfet de la Seine. Il avoue n'avoir pas pris la peine de se faire remplacer ni de prévenir son adjoint, le commandant Morisset. Le 10 juillet 1810, par décret, Napoléon destitue le sieur Le Doux,, homme âgé qui était en service depuis 1767 et qui manquait totalement d'autorité. Tous ses adjoints ne valaient pas mieux que lui et furent également licenciés. Le chef de corps des pompiers est mis à la retraite d'office avec pension, ainsi que l'ingénieur Six.
En revanche, le sous-ingénieur des gardes-pompes Audibert, dont l'enquête révèle qu'il est absent du corps depuis trois ans, est emprisonné, destitué et licencié sans droit à pension.
Marqué par ce dramatique accident, l'Empereur limoge Louis Nicolas Dubois, préfet de police, à qui il reproche l'absence de la capitale au moment des faits. Il se serait trouvé à « sa campagne » ; pourtant, des témoignages attestent de sa présence dès le début du sinistre, ainsi le commissaire Alletz qui, avec ses collègues, fait le soir même « collectivement rapport à monsieur le préfet ». De plus, il est signataire du rapport identifiant la princesse de Schwarzenberg. Il est plus juste de penser qu'il a été destitué à cause des pillages qui ont suivi la tragédie. En effet, les centaines d'invités, véritable aristocratie dorée et d'argent, étaient venus avec leur plus belle tenue de bal et de cour. Sur les étoffes rutilantes, ce n'était que flamboiement de parures, surenchère de diamants et de perles, comme si chacun voulait se défier à coups d'éclats. Ces objets précieux firent l'objet dans les jours qui suivirent d'une recherche policière des plus minutieuses. Rien que sur elle, la princesse de Schwarzenberg avait 627 diamants. L'enquête permettra de restituer à leurs propriétaires ou à leur famille quelque 1 890 diamants. L'insuffisance du système de sécurité avait été flagrante, et cela sous les yeux du chef de l'État. Les procès-verbaux rédigés à la suite de ce drame vont mettre en évidence de nombreuses anomalies qui vont amener l'Empereur à prendre des sanctions et des mesures.
Il le remplace par le conseiller Pasquier qui est chargé, en collaboration avec le ministre de l'Intérieur, de trouver une nouvelle organisation pour remplacer l'institution du service d'incendie. Dans ses mémoires, Pasquier décrit un recrutement corrompu. De nombreux jeunes gens de condition aisée ne sont inscrits sur le registre du corps que pour être exemptés du service de la milice. Fort peu soucieux de s'exposer aux risques et aux fatigues du service des incendies, la plupart préfèrent payer les plus anciens, de condition modeste, pour monter les gardes à leur place. Ces derniers y trouvent leur compte mais participent à la dégradation générale du service.
Le corps des gardes-pompes sera dissous et remplacé le 10 juillet 1811 par un corps militaire de sapeurs du génie de la Garde impériale chargé d'assurer la sécurité incendie des palais impériaux. Cette compagnie est le premier corps militaire de sapeurs-pompiers de l'Histoire. 
Le 18 septembre 1811, Napoléon réforme complètement ce corps en créant le bataillon des sapeurs-pompiers de Paris, corps strictement militaire, sous les ordres du préfet de police (il le demeure encore de nos jours), et composé de quatre compagnies de 142 hommes. Sa mission est de stopper, mais également de prévenir les incendies dans la capitale. L'appellation de « sapeurs-pompiers » dérive de la filiation avec les sapeurs de la Garde impériale. Cette dénomination rencontre une franche hostilité de la part des officiers supérieurs du génie car ces sapeurs n'appartiennent pas, disent-ils, au génie et « ne savent rien de l'art de la sape des sièges ».
Le corps est installé dans l'hôtel de Chavigny, rue de Sévigné, actuellement caserne Sévigné.
En 1867, sous Napoléon III, il prit le nom de Régiment de Sapeurs-Pompiers de Paris jusqu'au 1er mars 1967 où il reçut celui de Brigade de sapeurs-pompiers de Paris.
Une dernière conséquence de la tragédie, la moins connue peut-être, apparaît dans un article daté du 6 août 1810 dans le Journal de Paris, consacré aux fêtes de la Saint-Napoléon (15 août) à Rome, qui souligne que « jusque-là nous avions manqué de pompes à incendie, de sorte que les immenses trésors en beaux-arts que les palais de cette ville renferment pouvaient devenir en un instant la proie des flammes ; nous n'avons plus ces risques à courir. La consulte extraordinaire vient d'ordonner la construction de pompes à incendie […] et la compagnie de pompiers est formée ». Il semble donc que la naissance du corps des sapeurs-pompiers de la capitale italienne ait la même origine que celle du bataillon parisien.
En 1897, Paris connaîtra de nouveau un incendie meurtrier mettant en péril des membres éminents du gotha européen : celui du Bazar de la Charité, rue Jean-Goujon dans le 8e arrondissement.
On peut voir de nos jours une plaque commémorative évoquant cet événement, apposée à l'angle des rues La Fayette et de la Chaussée d'Antin, lieu de ce drame.